# Ambrož Bílek
Major Ambrož Bílek (5. prosince 1916 Metylovice – 3. října 1944 Řešov) byl československý důstojník a příslušník 1. československého armádního sboru padlý ve druhé světové válce.

## Život

### Před druhou světovou válkou
Ambrož Bílek se narodil 5. prosince 1916 v Metylovicích na Frýdecko-Místecku v rodině Ignáce Bílka a Cecílie rozené Kovalové. V Metylovicích navštěvoval místní školu. Maturoval v roce 1936 po vystudování osmiletého reálného gymnázia v Místku a ve stejný rok nastoupil vojenskou prezenční službu, v rámci které absolvoval školu pro důstojníky dělostřelectva v záloze v Bratislavě. V armádní službě pokračoval a v roce 1937 nastoupil ke studiu na Vojenské akademii v Hranicích. V čase všeobecné mobilizace v roce 1938 ve Frenštátu pod Radhoštěm. Dne 1. února 1939 dosáhl postu velitele baterie.

### Druhá světová válka
Po německé okupaci a likvidaci československé branné moci pracoval Ambrož Bílek od 11. dubna 1939 jako účetní na pile v Metylovicích. V červnu téhož roku opustil společně s Josefem Těšínským a Antonínem Velebnovským Protektorát Čechy a Morava a 4. července se v Krakově hlásil do zde vznikající československé jednotky. Společně s dalšími byl odvezen lodí do Francie, kde 22. srpna vstoupil do cizinecké legie. Po měsíčním pobytu v severní Africe se zařadil opět do československé zahraniční armády v Agde, kde byl zařazen k dělostřelectvu. Po porážce Francie se přesunul do Velké Británie, kde absolvoval několik doplňujících kurzů včetně parašutistického. V létě 1943 došlo k rozhodnutí o jeho přesunu do Sovětského svazu, kam v prosinci téhož roku odcestoval přes Gibraltar, Jeruzalém, Damašek, Bagdád a Teherán, následně se hlásil v Buzuluku. Absolvoval tankové učiliště v Saratově a v květnu 1944 se stal velitelem tankového praporu. Dne 18. září 1944 byl těžce raněn při minometném a dělostřeleckém přepadu jeho velitelského stanoviště během bojů o město Dukla. Svým zraněním podlehl 3. října téhož roku v polní nemocnici v Řešově. Dosáhl hodnosti kapitána. Pohřben je v jednom ze skupinových hrobů československých obětí Karpatsko-dukelské operace na hřbitově nad Památníkem československého armádního sboru na území obce Vyšný Komárnik. Společný hrob s ní sdílí např. hudební skladatel Vít Nejedlý, tankové eso Rudolf Jasiok nebo pplk. Jiří Chlubna.

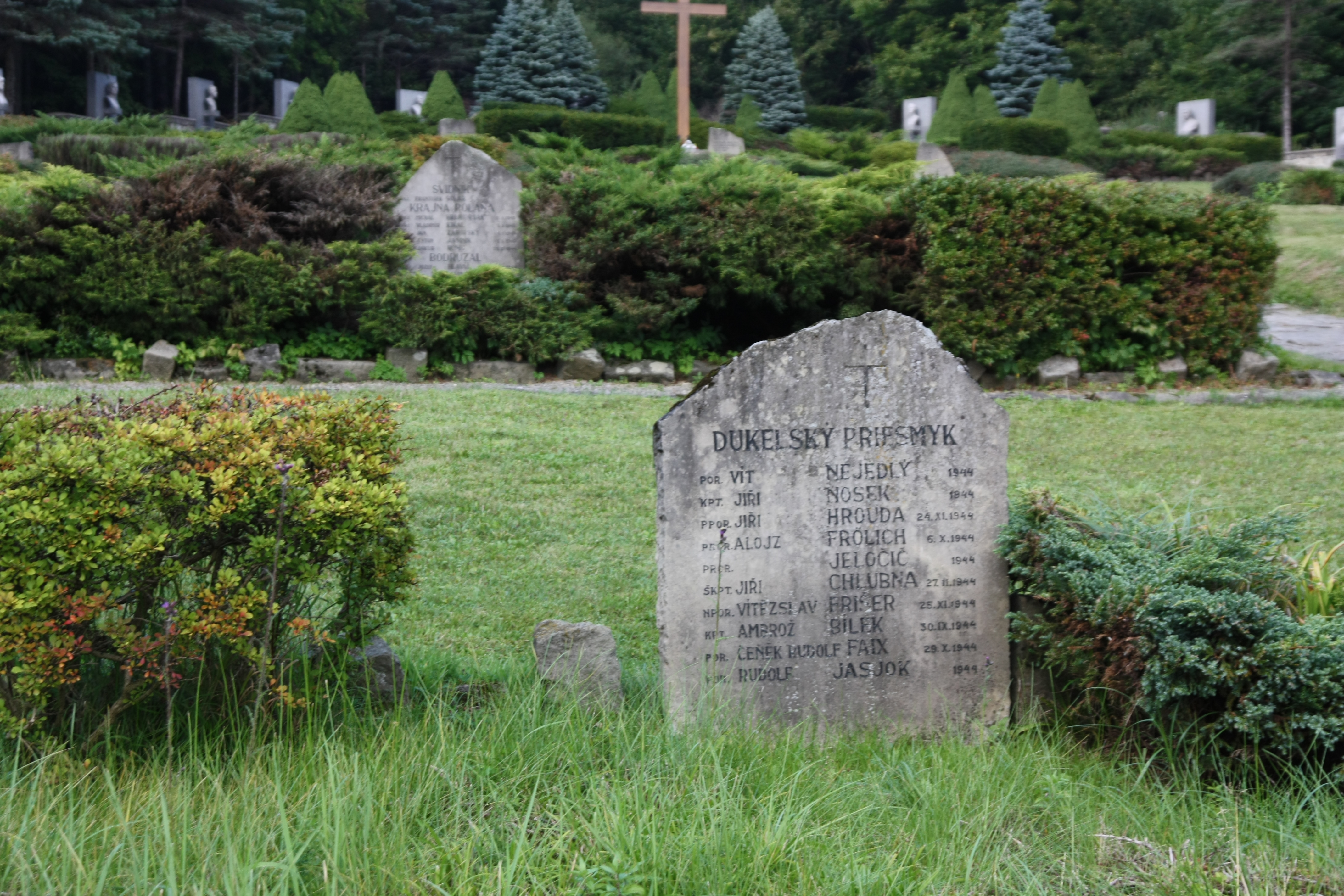
Skupinový hrob, ve kterém je pohřben i Ambrož Bílek, v areálu Památníku československého armádního sboru v Dukelském průsmyku

## Posmrtná ocenění
- V roce 1945 obdržel Ambrož Bílek in memoriam Československý válečný kříž 1939
- Ambrož Bílek byl in memoriam povýšen do hodnosti majora
- Dne 6. října 1976 byla Ambroži Bílkovi na základní škole v Metylovicích, kterou navštěvoval, odhalena pamětní deska navržená akademickým malířem Josefem Václavem Luňáčkem[2]
- Po roce 1989 přijala základní škola v Metylovicích čestný název Mjr. Ambrože Bílka